# Setchelliogaster
Setchelliogaster is een geslacht van schimmels behorend tot de familie Bolbitiaceae. De typesoort is Setchelliogaster tenuipes. 

## Soorten
Vogens Index Fungorum telt het geslacht drie soorten (peildatum maart 2023):
| Soortnaam                    | Auteur(s)                  | Publicatiejaar |
| ---------------------------- | -------------------------- | -------------- |
| Setchelliogaster aurantius   | (Zeller) Singer & A.H. Sm. | 1959           |
| Setchelliogaster tenuipes    | (Setch.) Pouzar            | 1958           |
| Setchelliogaster tetrasporus | Singer                     | 1971           |